# Радянський Михайло Євдокимович
Миха́йло Євдоки́мович Радя́нський (до 10 березня 1925 року — Царський; 7 листопада 1885, село Лубенки Можайського повіту Московської губернії, тепер Московська область, Росія — ?) — український радянський діяч, голова Київського окружного виконавчого комітету, голова Київської окружної контрольної комісії КП(б)У. Член Центральної Контрольної Комісії КП(б)У в грудні 1925 — листопаді 1927 року.

## Біографія
Член РСДРП(б) з 1905 року. Брав активну участь у революційному русі.
У лютому 1918 — грудні 1919 року — в Червоній армії.
У 1923–1924 роках — голова виконавчого комітету Київської окружної ради. З січня 1925 року — заступник завідувача Київського міського відділу комунального господарства.
З 1925 року — голова Київської окружної контрольної комісії КП(б)У-РСІ, заступник голови Київської міської ради. На початку 1930-х років — 1-й секретар Ленінського районного комітету КП(б)У міста Києва.
У 1937 – травні 1941 року — голова ЦК Профспілки робітників буряківничих радгоспів СРСР. У травні 1941 року призначений секретарем Організаційного бюро Профспілки робітників цукрової промисловості СРСР.
З липня 1941 року — в Червоній армії. Учасник німецько-радянської війни. Служив заступником начальника 1450-го евакуаційного госпіталю з політичної частини 93-го Фронтового евакуаційного пункту 1-го Українського фронту.
Після демобілізації, з середини 1940-х років — начальник Чернівецького обласного відділу легкої промисловості.

## Звання
- капітан

## Нагороди
- орден Леніна (23.01.1948)
- орден Вітчизняної війни ІІ ступеня (18.05.1945)
- Медаль «За перемогу над Німеччиною у Великій Вітчизняній війні 1941—1945 рр.» (9.05.1945)